# Solapur
Solapur o Sholapur (pronunciaciónⓘ)(marathi: सोलापुर, Solapur, Dieciséis pueblos) es una ciudad y corporación municipal de la India, en el estado de Maharashtra, capital del distrito de Sholapur. 
La ciudad contaba según censo de 2001 con una población de 872.478 habitantes. La población en 1881 era de 61.281, en 1891 de 61.915 y en 1901 de 75.288 habitantes.